# El Progreso (La Trinitaria)
El Progreso es una localidad del estado mexicano de Chiapas. Es parte del municipio de La Trinitaria.

## Demografía
| Gráfica de evolución demográfica |
|                                  |

| Censo | Población |
| ----- | --------- |
| 1921  | 22        |
| 1930  | 58        |
| 1940  | 543       |
| 1950  | 674       |
| 1960  | 707       |
| 1970  | 880       |
| 1980  | 998       |
| 1990  | 1 285     |
| 2000  | 1 237     |
| 2010  | 1 399     |
| 2020  | 1 500     |